# 日高真宙
日高 真宙（ひだか まひろ、2001年3月28日 - ）は、日本の歌手、ラッパーで、日台ダンスボーカルグループ・BUGVELのメンバー。BUGVELとしての活動名は、MAHIRO（マヒロ）。大阪府出身。JB Entertainment、Future Passport所属。

## 略歴
大阪府出身。中学1年生の頃、EXPGの関係者に声をかけられたことがきっかけで、EXPG大阪校に通う。高校生の頃から本気でアーティストを目指し始め、韓国・YGエンターテインメントの練習生となる。2018年にYG主催のオーディション番組『YG 宝石箱』に出演し、2019年にはMnetのオーディション番組『PRODUCE X 101』に出演。その後、『YG宝石箱』および『PRODUCE X 101』で共演した王君豪と共にOUIエンターテインメントに移籍したが、2020年1月に専属契約を解除。王君豪と共にDREAM PASSPORT・Future Passportに移籍し、同年10月30日にBUGVELの結成を発表。2022年3月30日にデビューシングル「bad guy」でデビュー。同年6月、ORβIT、HICO、BUGVELによる音楽ユニットDream Gateに参加。
2022年12月1日、2023年2月に東京・大阪で上演される舞台『文豪とアルケミスト 戯作者ノ奏鳴曲』で、中野重治役を務めることが発表された。

## 人物
- BUGVELではオールラウンダー（ボーカル、ラップ、ダンス）を担当し[5]、多くの楽曲で作詞・作曲にも参加している。
- チャームポイントは、「朝昼夜、みんなが聞きたくなる声」[5]。
- 名前の漢字は、一部メディアで「真尋」と表記されることがあるが、正しくは「真宙」である。2021年10月1日に配信された「BUGVEL WARNING RADIO #31」で、自身の名前の表記について「写真（真実）の『真』に宇宙の『宙』」であると述べた上で、名前の由来について「宇宙のように心の広い子に育つように」であると語っている。
- 同じ事務所に所属するORβITの上原潤（JUNE）とは、事務所所属以前に『PRODUCE X 101』で共演している。

## 作品

### 参加楽曲
- 「X1-MA」 - PRODUCE X 101名義、『X1-MA』収録
- 「CHAMPION」 - TOMO&MAHIRO名義、デジタルシングル

## 出演
- 『文豪とアルケミスト 戯作者ノ奏鳴曲』 - 中野重治 役（2023年2月）[4]